# Antonio Lolli
Antonio Lolli (Bérgamo, entre 1728 y 1733 - Palermo en 1802) fue un violinista y compositor italiano. 
Su vida comienza a ser conocida a partir del 1762, cuando entra a formar parte del servicio del duque de Württemberg; en 1773 fue llamado a Rusia, donde permaneció cinco años, y después visitó las principales poblaciones de Europa siendo siempre acogido con grandes aplausos. Compuso numerosos conciertos y sonatas para violín. Entre sus numerosos alumnos tuvo los que también serían famosos violinistas Michel Woldemar, Ivan Mane Jarnović y Franz Anton Ernst.